# Sleyther Lora
Sleyther Lora (Santa Marta, Magdalena; 3 de febrero de 1996) es un futbolista colombiano, juega como delantero y su equipo actual es el Atlético Huila de Categoría Primera B.

## Trayectoria

### Tigres Fútbol Club
Durante todo el 2021 jugaría con el equipo felino.

### Venados Fútbol Club
Para el 2022 llegaría al cuadro yucateco en el cual ha sido titular en varios partidos.